# 由佐悠紀
由佐 悠紀（ゆさ ゆうき、1941年 - ）は日本の地球物理学者。京都大学名誉教授。温泉資源の保護と適正利用に業績があった。

## 経歴
長崎県出身。長崎県立長崎東高等学校卒業。1964年3月京都大学理学部地球物理学科卒業、1966年3月同大学大学院理学研究科修士課程修了。1966年5月京都大学助手、1979年10月助教授を経て、1987年10月に教授就任。大学院修了後は大分県別府市にある京都大学大学院理学研究科附属地球熱学研究施設で研究を行っていた。1970年から1982年にかけては南極ビクトリアランドの塩湖の調査・観測活動に参加した。2000年度・2001年度には日本温泉科学会長を務めた。理学博士（京都大学、1976年）。2004年に定年退官、名誉教授。

## 研究・業績
大分県内の主な温泉における地下の温泉流動システムに関する研究等を行い、温泉地からの適正採取量を明らかにしたとされる。このような業績もあり、2002年に大分県知事表彰、2003年に環境大臣表彰、2007年に日本温泉科学会功労賞を受けている。

## 著書
執筆を担当したもの
- 『環境科学辞典』、東京化学同人 1985年
- 『南極の科学5地学』、古今書院 1986年
- 『新温泉医学』、日本温泉気候物理医学会 2004年
- 『陸水の事典』、講談社 2006年
- 『南極観測隊』、技報堂出版 2006年
- 『温泉の百科事典』、丸善 2012年